# Aphaenogaster iranica
Aphaenogaster iranica is een mierensoort uit de onderfamilie van de Myrmicinae. De wetenschappelijke naam van de soort is voor het eerst geldig gepubliceerd in 2013 door Kiran & Alipanah.